# Trentepohlia (Paramongoma) pallipes
Trentepohlia (Paramongoma) pallipes is een tweevleugelige uit de familie steltmuggen (Limoniidae). De soort komt voor in het Neotropisch gebied.